# Rio Parnaíba
Rio Parnaíba är ett vattendrag i Brasilien. Det ligger i den nordöstra delen av landet, 1 600 km norr om huvudstaden Brasília.
Omgivningarna runt Rio Parnaíba är huvudsakligen savann. Runt Rio Parnaíba är det tätbefolkat, med 319 invånare per kvadratkilometer.